# Tetractenos
Tetractenos là một chi cá thuộc họ Tetraodontidae. Các loài trong chi này có thể được tìm thấy trên khắp vùng Ấn Độ Dương - Tây Thái Bình Dương và bờ biển phía nam và phía đông Úc.

## Các loài
Hiện nay có 2 loài được công nhận trong chi này:
- Tetractenos glaber (Fréminville, 1813)
- Tetractenos hamiltoni (J. Richardson, 1846)

Chi Tetractenos trước đây được phân loại là Tetraodon hoặc Tetrodon, và đôi khi cũng bị nhầm lẫn với Torquigener.